# Gira Es Ahora
Gira Es Ahora es la novena gira musical de la cantautora gaditana Merche, que se encuentra enmarcada dentro de la promoción su último álbum lanzado al mercado: Es Ahora (publicado en febrero de 2020).
Las primeras fueron anunciadas a comienzos del mes de enero de 2020 en las redes sociales de la artista. Sin embargo, debido a la situación de pandemia mundial de COVID-19, los conciertos agendados en los meses de marzo y mayo fueron reubicados a final de ese mismo año. Esta medida afectó a los conciertos de Algeciras, Sevilla, Valladolid y Barcelona.

## Fechas
| Fecha                   | Ciudad                  | País   | Lugar                 |
| ----------------------- | ----------------------- | ------ | --------------------- |
| 7 de marzo de 2020      | Madrid                  | España | Teatro Goya           |
| 20 de agosto            | Priego de Córdoba       | España | Recinto Ferial        |
| 22 de julio de 2021     | Mengíbar                | España | Caseta Municipal      |
| 31 de julio de 2021     | Rus                     | España | Auditorio de Rus      |
| 22 de agosto de 2021    | Alcalá de los Gazules   | España | Patio Colegio Sofa    |
| 27 de agosto de 2021    | Huelma                  | España | Parque de la Juventud |
| 7 de septiembre de 2021 | Villarrubia de los Ojos | España | Auditorio Municipal   |
| 7 de octubre de 2021    | Los Villares            | España | Caseta Municipal      |